# Volker Finke
Volker Finke (født 24. marts 1948) er en tidligere tysk fodboldspiller og træner.